# دومینیک شیممین
دومینیک شیممین (انگلیسی: Dominic Shimmin؛ زادهٔ ۱۳ اکتبر ۱۹۸۷) بازیکن فوتبال اهل بریتانیا است.
از باشگاه‌هایی که در آن بازی کرده‌است می‌توان به باشگاه فوتبال داندی، باشگاه فوتبال کویینز پارک رنجرز، باشگاه فوتبال کراولی تاون، باشگاه فوتبال ای‌اف‌سی بورنموث، باشگاه فوتبال دوور اتلتیک، و باشگاه فوتبال آرسنال اشاره کرد.